# Informatické myšlení
Informatické myšlení (v angličtině Computational Thinking) je způsob myšlení, který se zaměřuje na popis problému, jeho analýzu a hledání efektivních řešení. Nabízí sadu nástrojů a postupů, které můžeme uplatňovat v různých situacích. Informatické myšlení může být též definováno jako schopnost myslet jako informatik při řešení problémů.
Informatické myšlení je o rozkladu problému na menší, lépe zvládnutelné části, které víme, jak řešit (dekompozice). Každá část může být posuzována individuálně, kdy se berou v úvahu podobnosti mezi jinými problémy (rozpoznávání vzorů) a klade důraz na důležité detaily při ignorování irelevantních informací (abstrakce). Dále o hledání řešení jiných problémů a jejich přizpůsobení pro řešení nových problémů (generalizace). Následně o navržení jednoduchých kroků nebo pravidel k řešení každého z menších problémů (algoritmy). Jakmile máme funkční řešení, použijeme vyhodnocení (evaluci) k jeho analyzování a pokládáme otázky: Je to dobré? Lze to vylepšit? Jak? (optimalizace).

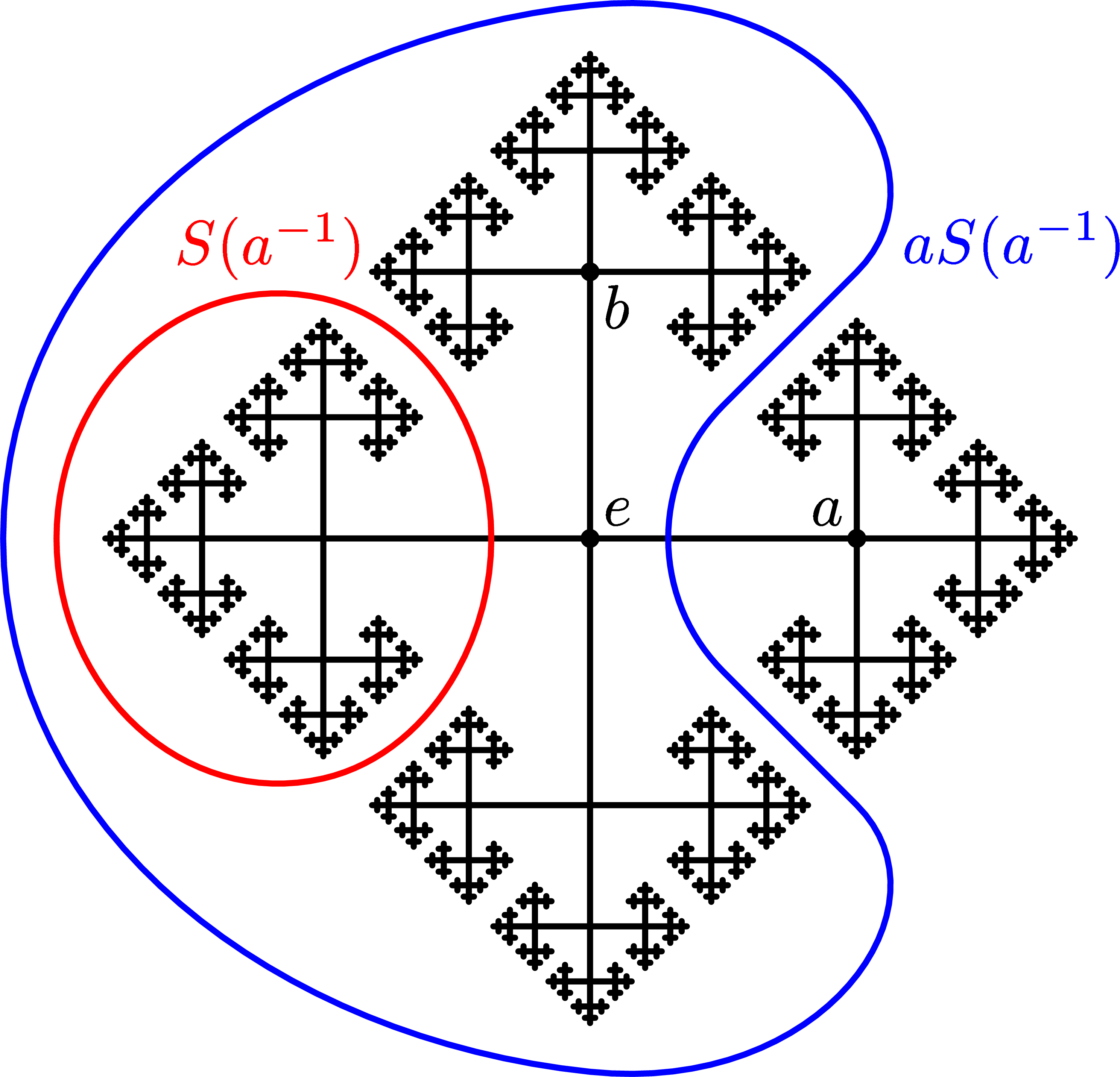
Ukázka abstrakce, dekompozice, vzorů a sekvencí v Caleyho diagramu

## Koncepty informatického myšlení
Mezi koncepty informatického myšlení patří:
- dekompozice (rozložení celku na části)
- vzory a sekvence (berou se v úvahu podobnosti a vztahy mezi jednotlivými částmi)
- abstrakce (důraz na to podstatné, ignorování nepodstatného)
- generalizace, evaluace, optimalizace (zevšeobecnění, vyhodnocení, vylepšení)
- algoritmizace

## Principy informatického myšlení
Informatické myšlení pracuje s následujícími principy:
- pokus – omyl
- činnostní učení (Learning by Doing)
- vytrvalost
- spolupráce